# Julia Boutros
Julia Boutros (en árabe: جوليا بطرس, nacida el 1 de abril de 1968) es una cantante libanesa de madre armenia. Saltó al estrellato en la década de 1980 con una serie de canciones nacionalistas como Ghabet Shams El Haq ("Se ausentó el sol de la verdad") y Wen El malaein ("Donde están las multitudes"). Ella es hermana del compositor libanés Ziad Boutros.

## Biografía
Julia Boutros nació en Beirut y se educó en la Escuela Hermanas del Rosario, donde también cantaba en el coro. Al crecer, ella y su hermano fueron fuertemente influenciados por las obras de Ziad Rahbani. Cuando tenía 12 años de edad grabó su primera canción, titulada "A Maman" en francés, en los estudios de Elias Rahbani, quien le había sido presentado por su profesor de música Fadel Fouad. Y cuando tenía 17 años, cantó su canción más influyente "Ghabet Shams Al Haq".
El 11 de octubre de 2006 Julia anunció una nueva canción llamada "Ahibaii" (Mis seres queridos). La letra se basa en una carta enviada por el secretario general de Hezbolá, Hasan Nasrallah, a los combatientes del sur de Líbano durante la Guerra del Líbano de 2006. El poeta Ghassan Matar ha adaptado el texto original. La música está compuesta por Ziad, hermano de Julia, y arreglada por Michel Fadel. Las ganancias en la venta de la canción, alrededor de tres millones de dólares, fueron para ayudar a las familias de los civiles libaneses, los soldados, las fuerzas de seguridad, y militantes de Hezbolá que cayeron en el conflicto entre Israel y Líbano. La suma fue el triple del objetivo original, que era sólo un millón de dólares. Las familias de los soldados libaneses muertos durante la operación de Naher el-Bared, también recibieron una porción del dinero.